# Gérard Barbeyrac
Pour les articles homonymes, voir Barbeyrac.
Gérard Barbeyrac, né le 26 février 1953 à Beauvoisin, est un raseteur puis tourneur français, double vainqueur de la Cocarde d'or. 

## Biographie
Il a été raseteur de 1971 à 1988, puis tourneur de 1989 à 2006. Le 24 avril 1987, à Eyragues, il est blessé par le taureau Vidocq. Il a pour tourneur Léopold Dupont, d'Aimargues.
Coprésident par intérim avec Jacques Blatière en 1992. Il est également entraîneur à l'école de raseteurs de la Petite Camargue de la Fédération française de la course camarguaise (FFCC), Il en devient ensuite[Quand ?] le directeur technique national (DTN) jusqu'en 2016.
Il est un ami de René Girard.

### Palmarès
- Cocarde d'or : 1977, 1980[6]